# 廉恂
廉恂（?—?），元朝大臣，又名廉米只儿海牙，汉名恂，畏兀儿人，恒阳王廉希宪的第三子，元英宗时中书平章政事。
元仁宗年间，廉恂官至江南行台御史中丞。延祐七年（1320年）元英宗即位，召拜为中书平章政事。至治二年（1322年），受命与中书省主持整顿国学，改任集贤院大学士。泰定元年（1324年）罢集贤院大学士，食禄终身。泰定四年（1327年），召回恢复旧职，商议中书省事。